# Sowjetische Badmintonmeisterschaft 1981
Die Sowjetische Badmintonmeisterschaft 1981 fand vom 13. bis zum 19. Februar 1981 in Mogiljow statt.

## Die Sieger und Platzierten
| Disziplin    | Gold                                 | Silber                             | Bronze                         |
| ------------ | ------------------------------------ | ---------------------------------- | ------------------------------ |
| Herreneinzel | Anatoli Skripko                      | Sergei Korsunski                   | Vitaliy Shmakov                |
| Dameneinzel  | Svetlana Belyasova                   | Vard Poghosyan                     | Ludmila Suslo                  |
| Herrendoppel | Leonid Pajkin Viktor Samarin         | Konstantin Vavilov Radiy Bilalov   | Sergey Sachko Viktor Shvachko  |
| Damendoppel  | Vard Poghosyan Svetlana Belyasova    | Nadezhda Litvincheva Vera Kosenko  | Ludmila Suslo Vera Pozdnyakova |
| Mixed        | Viktor Shvachko Nadezhda Litvincheva | Anatoli Skripko Svetlana Belyasova | Vitaliy Shmakov Vera Kosenko   |